# Christianshavns Boldklub
|  | Denne artikel omhandler klubben, der eksisterede fra 1919. Se Christianshavn Boldklub for oplysninger om klubben, der eksisterede frem til 1897. |
Christianshavns Boldklub (eller Christianshavns BK, CB) var en dansk fodboldklub hjemmehørende på Christianshavn. Klubben blev grundlagt i 1919 og fusionerede allerede i 1926 med Christianshavns Idræts Klub (CIK) og fortsatte efterfølgende under CIK's navn. Under dens korte levetid spillede klubben sine hjemmekampe på fodboldbaneerne på Kløvermarken (det nuværende Kløvermarkens Idrætsanlæg).
| Fodbold | Spire Denne artikel om en dansk fodboldklub er en spire som bør udbygges. Du er velkommen til at hjælpe Wikipedia ved at udvide den. |